# هينك بروير
هينك بروير (بالهولندية: Henk Brouwer)‏ هو منافس ألعاب قوى هولندي، ولد في 14 سبتمبر 1953 في Winschoten ‏ في هولندا.

## وصلات خارجية
- هينك بروير على موقع أوليمبيديا (الإنجليزية)